# Biliești
Biliești è un comune della Romania di 2 614 abitanti, ubicato nel distretto di Vrancea, nella regione storica della Moldavia. 
Biliești è divenuto comune autonomo nel 2004, staccandosi dal comune di Suraia.